# ケネス・グリフィス
ケネス・グリフィス（Kenneth Griffith、1921年10月12日 - 2006年6月25日）は、ウェールズの俳優。

## 出演作品
- ベリー・アニー・メアリー
- 暗殺指令ブラック・サンデー
- ウェールズの山
- ファイナル・オプション（クリック司教）
- ベルリン大脱出／愛と自由を求めて
- 冬のライオン
- プリズナーNo.6
- ワイルド・ギース
- シーウルフ
- フォー・ウェディング